# Antiochos IX.

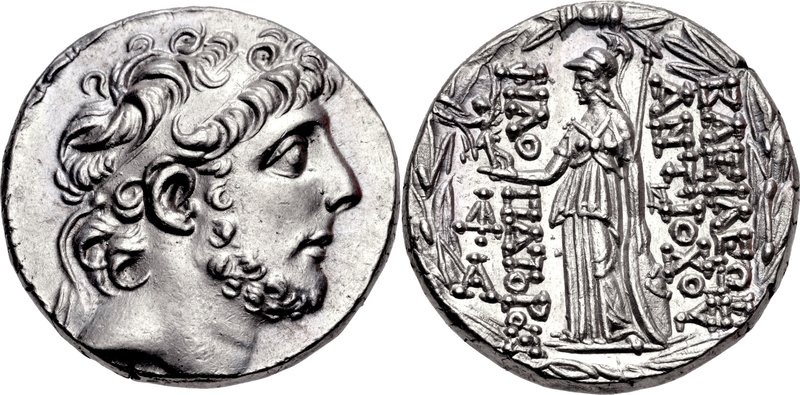
Münze des Antiochos IX.

Antiochos IX. Philopator mit dem Beinamen Kyzikenos (Κυζικηνός Kyzikēnós) (* um 135 v. Chr.; † 96 v. Chr.) war ein im späten 2. Jahrhundert und frühen 1. Jahrhundert v. Chr. regierender König des Seleukidenreichs. Spätestens ab 113 v. Chr. bekriegte er seinen Halbbruder Antiochos VIII. Gryphos, dem er die Herrschaft über das Seleukidenreich streitig machte. Im Kampf gegen den jüdischen Hohepriester Johannes Hyrkanos I.  hatte er keinen Erfolg. Nach dem Tod des Antiochos VIII. 98/97 v. Chr. griff dessen Sohn Seleukos VI. den Antiochos IX. an und besiegte ihn in einer Entscheidungsschlacht. Antiochos IX. nahm sich noch auf dem Schlachtfeld das Leben.

## Leben
Antiochos IX. Philopator war der jüngste Sohn des Antiochos VII. Sidetes und der ägyptischen Prinzessin Kleopatra Thea. Nach dem Tod seines Vaters im Verlauf von dessen Kampf gegen die Parther und der Rückkehr seines Onkels Demetrios II. Nikator aus parthischer Gefangenschaft (129 v. Chr.) sandte ihn seine Mutter sicherheitshalber mit seinem Erzieher, dem Eunuchen Krateros, und anderen Dienern seines Vaters nach Kyzikos am Bosporus, wo er seine Jugend verlebte. Davon bekam er seinen Beinamen Kyzikenos. Er nahm dann den Beinamen Philopator an und eröffnete um 115 v. Chr., spätestens aber 113 v. Chr. den Kampf gegen seinen Stiefbruder Antiochos VIII., um diesen aus der Herrschaft zu verdrängen. Zu diesem Zweck warb er in Kyzikos ein Heer, mit dem er nach Syrien zog. Er rechtfertigte sein Vorgehen, indem er behauptete, Opfer eines missglückten Giftanschlags seines Halbbruders geworden zu sein. Der so begonnene Bruderkrieg füllte fast die gesamte Regierungszeit des Antiochos IX. aus.
Antiochos IX. hatte inzwischen um 115 v. Chr. Kleopatra IV. geheiratet, die ihm eine von ihr angeworbene Armee als militärische Unterstützung mitgebracht hatte. 113 v. Chr. gelang es ihm bereits, sich militärisch gegen seinen Rivalen Antiochos VIII. durchzusetzen und die Herrschaft in Syrien zu übernehmen, woraufhin sich Antiochos VIII. ins Exil nach Aspendos begab. Nun begann Antiochos IX. offenbar in allen verbliebenen seleukidischen Münzanstalten seine eigenen Münzen prägen zu lassen. Um 112 v. Chr. sah er sich einem Gegenangriff seines wieder zurückgekehrten Halbbruders ausgesetzt, von dem er nahe Antiochia besiegt wurde. Antiochos VIII. eroberte diese Stadt und gewann so Nordsyrien; seine Gemahlin Tryphaina ließ ihre feindliche Schwester Kleopatra IV. in einem Tempel umbringen. In einer weiteren Schlacht vermochte aber Antiochos IX. um 111 v. Chr. einen Sieg zu erringen, brachte nun Tryphaina in seine Gewalt und ließ sie ermorden. In der Folge teilten sich die verfeindeten Stiefbrüder das Reich; Antiochos IX. erhielt Koilesyrien, während Antiochos VIII. die Herrschaft im eigentlichen Syrien übernahm.
So war Antiochos IX. Nachbar Judäas geworden, das seit dem Tod Antiochos’ VII. (129 v. Chr.) die völlige Unabhängigkeit vom Seleukidenreich erreicht hatte und unter Führung des energischen Hohepriesters Johannes Hyrkanos I. unter Ausnutzung des syrischen Bruderkrieges stark expandierte. In den ersten Jahren nach 111 v. Chr. herrschte wohl Frieden zwischen Antiochos IX. und seinem Stiefbruder, da Ersterer zwischen 111 und 108 v. Chr. einem Hilferuf Samarias folgte, das von Johannes Hyrkanos belagert wurde. Allerdings erlitt Antiochos IX. eine Niederlage gegen das von Aristobulos kommandierte jüdische Heer und floh bis nach Skythopolis. Auf das erneute Ersuchen der Samaritaner um Militärhilfe erbat er sich um 108 v. Chr. von dem ihm befreundeten ägyptischen König Ptolemaios IX. Soter II. eine Hilfstruppe von 6000 Mann. Mit diesen verwüstete er das jüdische Gebiet, konnte aber die Aufhebung der Belagerung Samarias nicht erreichen und musste große Verluste einstecken. Immerhin hatte er einige jüdische Festungen und Häfen erobern können. Johannes Hyrkanos erwirkte aber, dass die Weltmacht Rom ein Senatskonsult erließ, laut dem die seleukidischen Truppen aus allen von den Juden eroberten festen Plätzen und Häfen abrücken und auch ihre syrische Besatzung aus Joppe zurückziehen mussten. Nun zog sich Antiochos IX. nach Tripolis zurück und überließ die nur mehr im Wesentlichen Samaria betreffende Kriegsführung seinen Generälen Kallimandros und Epikrates. Ersterer fiel aber in den folgenden Kämpfen und der vom jüdischen Historiker Flavius Josephus als sehr habgierig beschriebene Epikrates ließ sich dazu bestechen, Skythopolis und die umliegenden Orte den Juden preiszugeben. Schließlich konnte Johannes Hyrkanos auch Samaria erobern.
Spätestens 103 v. Chr. begann der seleukidische Bruderkrieg wieder. Denn als Alexander Iannaios 103 v. Chr. jüdischer König geworden war und die Stadt Ptolemais (heute Akko) angriff, hatten deren Einwohner von Antiochos IX. keine Hilfe zu erwarten, weil er in den Kampf mit Antiochos VIII. verwickelt war. Ptolemais rief daher Ptolemaios IX. aus Zypern herbei, was zum Eingreifen der ägyptischen Königin Kleopatra III. und ihres Sohns Ptolemaios X. Alexander I. in die Kämpfe führte. Antiochos IX. stand auf der Seite von Ptolemaios IX., während sein feindlicher Halbbruder Antiochos VIII. von Kleopatra III. unterstützt wurde.
Als Antiochos VIII. um 98/97 v. Chr. ermordet worden war, heiratete Antiochos IX. in dritter Ehe dessen Witwe Kleopatra Selene, nachdem er sich zuvor in zweiter Ehe mit Britanne, der Tochter des Partherkönigs Mithridates II., vermählt hatte. Doch Seleukos VI. Epiphanes Nikator, der älteste Sohn von Antiochos VIII. und Tryphaina, nahm umgehend den Kampf gegen seinen Onkel Antiochos IX. auf, durchzog siegreich das Land und eroberte viele Städte. Antiochos IX. rückte nach Norden vor, nahm Antiochia ein und führte von dort seine Truppen zur Entscheidungsschlacht, in der Seleukos VI. siegreich blieb. Als Antiochos IX. von seinem Ross mitten unter die Feinde gerissen wurde, tötete er sich mit seinem Schwert.